# Magione (Italia)
Magione è un comune italiano di 14 642 abitanti della provincia di Perugia situato su una collina della sponda orientale del lago Trasimeno.

## Geografia fisica

### Territorio
Magione fa parte dell’Unione dei Comuni del Lago Trasimeno. Scorrono nel territorio comunale i torrenti Formanuova e Caina. Parte del territorio comunale fa parte della Valnestore.

### Clima
- Classificazione climatica: zona D, 2094 GR/G

## Storia

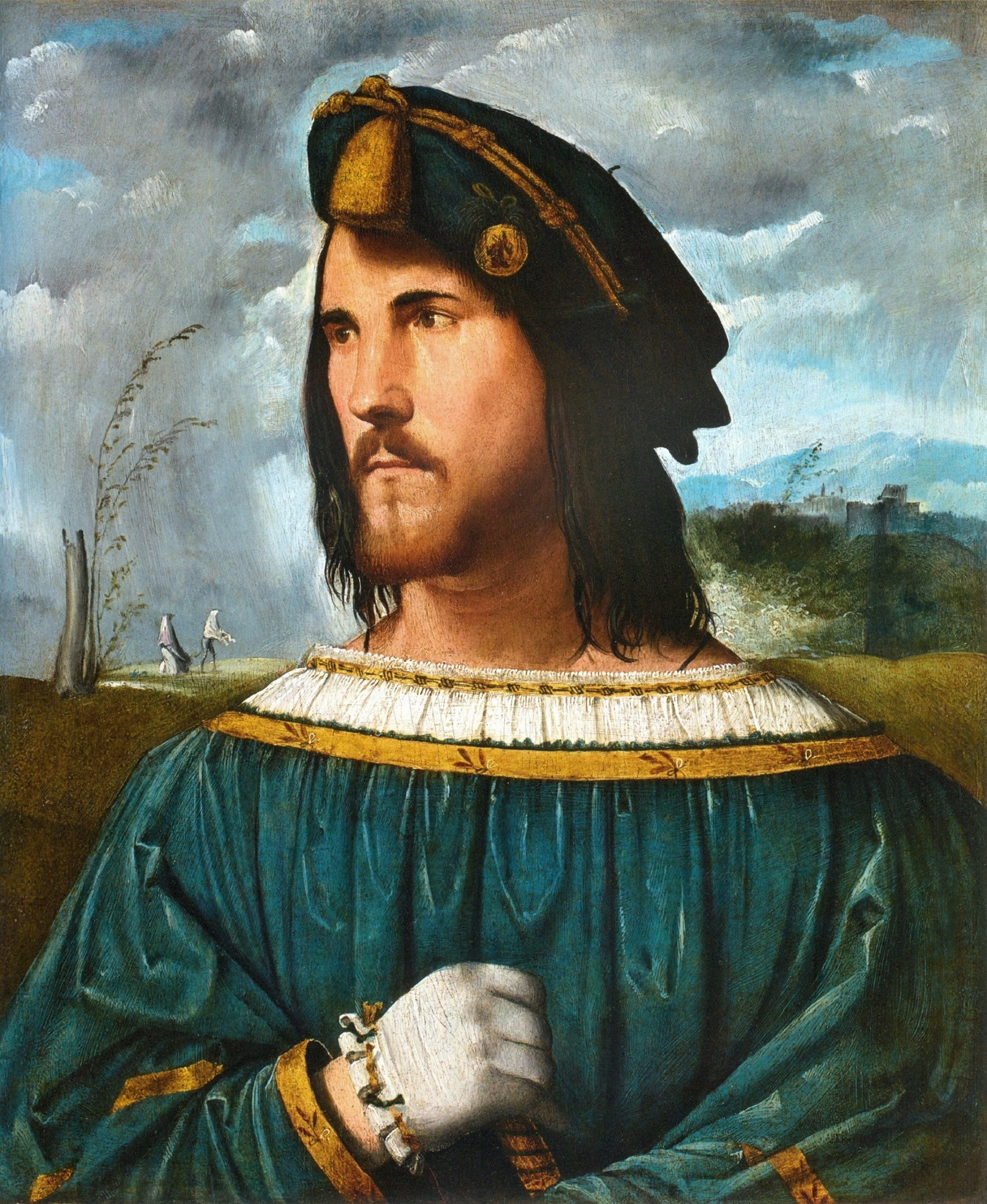
Cesare Borgia, sopravvisse alla congiura della Magione

Menzionata per la prima volta attorno al 1075 con il nome di Pian di Carpine, una pianura che si estende davanti alla collina dove sorge la città. Nell'XI secolo entra a far parte dei possedimenti di Perugia.
Villa Pian di Carpine era un importante crocevia posto sull'itinerario dei pellegrini, e fu lì che i Cavalieri gerosolimitani costruirono un ospizio dove assistere e curare chi ne avesse bisogno: una Magione, insomma, cioè una casa per i pellegrini. Il nome si sarebbe poi consolidato e rimasto nell'uso per indicare tutto l'agglomerato urbano intorno ad esso.
L'edificio originario fu poi trasformato in abbazia ma, dopo pochi anni, venne fortificato e assunse più le sembianze di una fortezza che di un luogo di culto. Ulteriormente fortificata nel XV secolo, nel 1502 il castello divenne luogo in cui fu ordita, da parte di alcuni signori umbri e marchigiani, la cosiddetta Congiura della Magione contro Cesare Borgia; congiura che vedrà la maggior parte dei congiurati venire tragicamente uccisi a Senigallia e a Città della Pieve dagli uomini di Cesare Borgia. Nei secoli successivi il castello ospitò alcuni personaggi illustri, fra cui papa Benedetto XIV e Pio VII.

### Simboli
Lo stemma e il gonfalone sono stati concessi con DPR del 1º dicembre 1952.
Il gonfalone è un drappo partito di bianco e di verde.

## Monumenti e luoghi d'interesse
- Castello dei Cavalieri di Malta;
- Castello di Zocco lungo la provinciale San Feliciano-Magione, presso Monte del Lago.
- Chiesa di San Giovanni Battista, costruita dai Cavalieri di Malta nel 1571 e distrutta dai bombardamenti durante la seconda guerra mondiale; fu ricostruita nell'immediato dopoguerra e affrescata da Gerardo Dottori;
- Chiesa di Santa Maria delle Grazie, edificata fra il XIII e il XIV secolo e originariamente integrata in un ospedale di proprietà dei monaci basiliani. Fu in massima parte ricostruita nella prima metà del Settecento, l'interno ospita l'affresco Virgo lactans (Madonna allattante), datato 1371.[6]
- Torre dei Lambardi;
- Piazza del Carpine;
- Castello di Montesperello e chiesa di San Cristoforo si trovano a 2 km a est. Nel 608 fu costruita una villa, ricostruita come un castello,[7] e dalla seconda metà del XIV secolo fu costruita una chiesa in questa zona[8].
- Castello di Montecolognola sito nell'omonima Frazione.

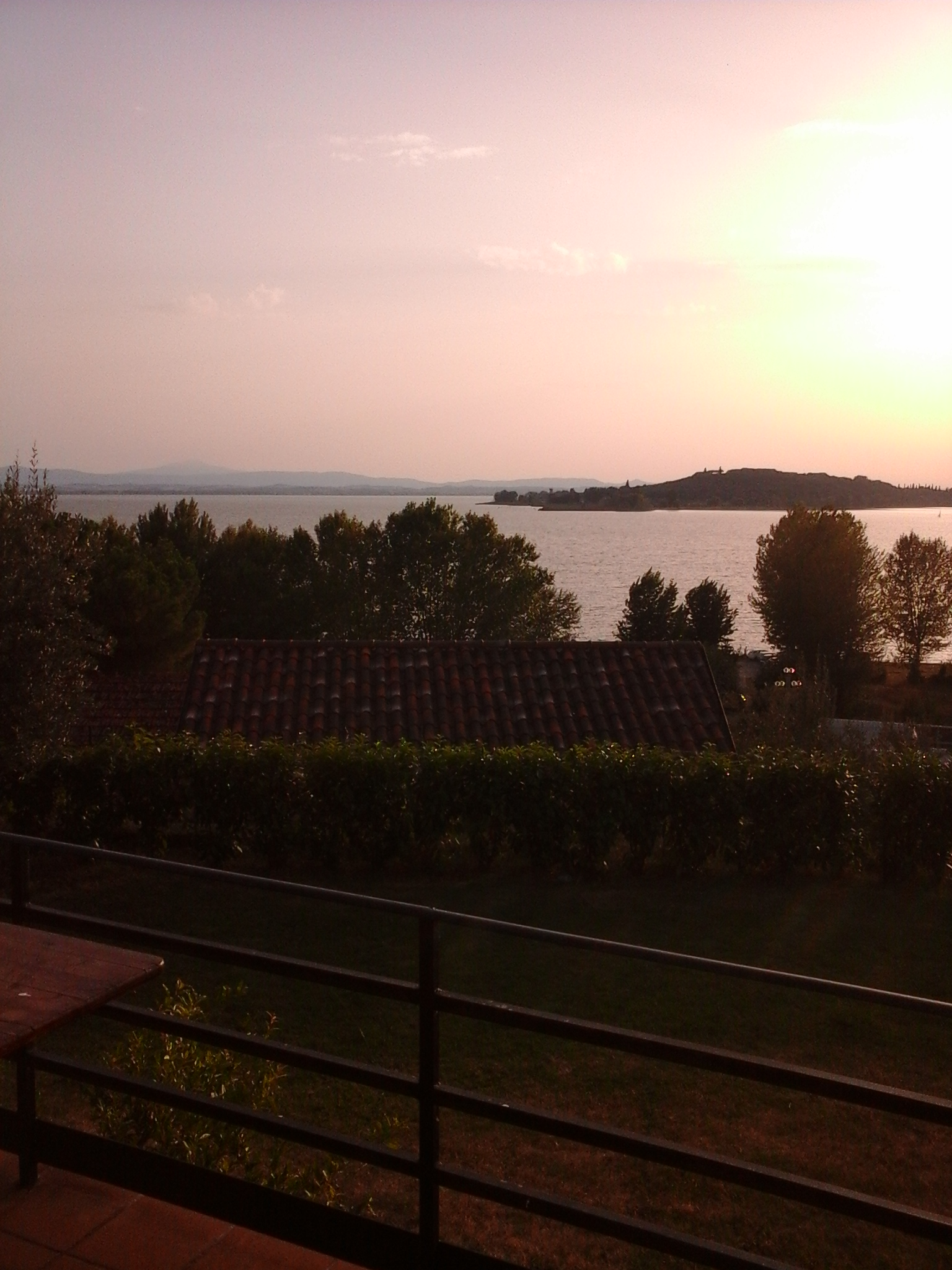
Vista del Trasimeno da San Feliciano
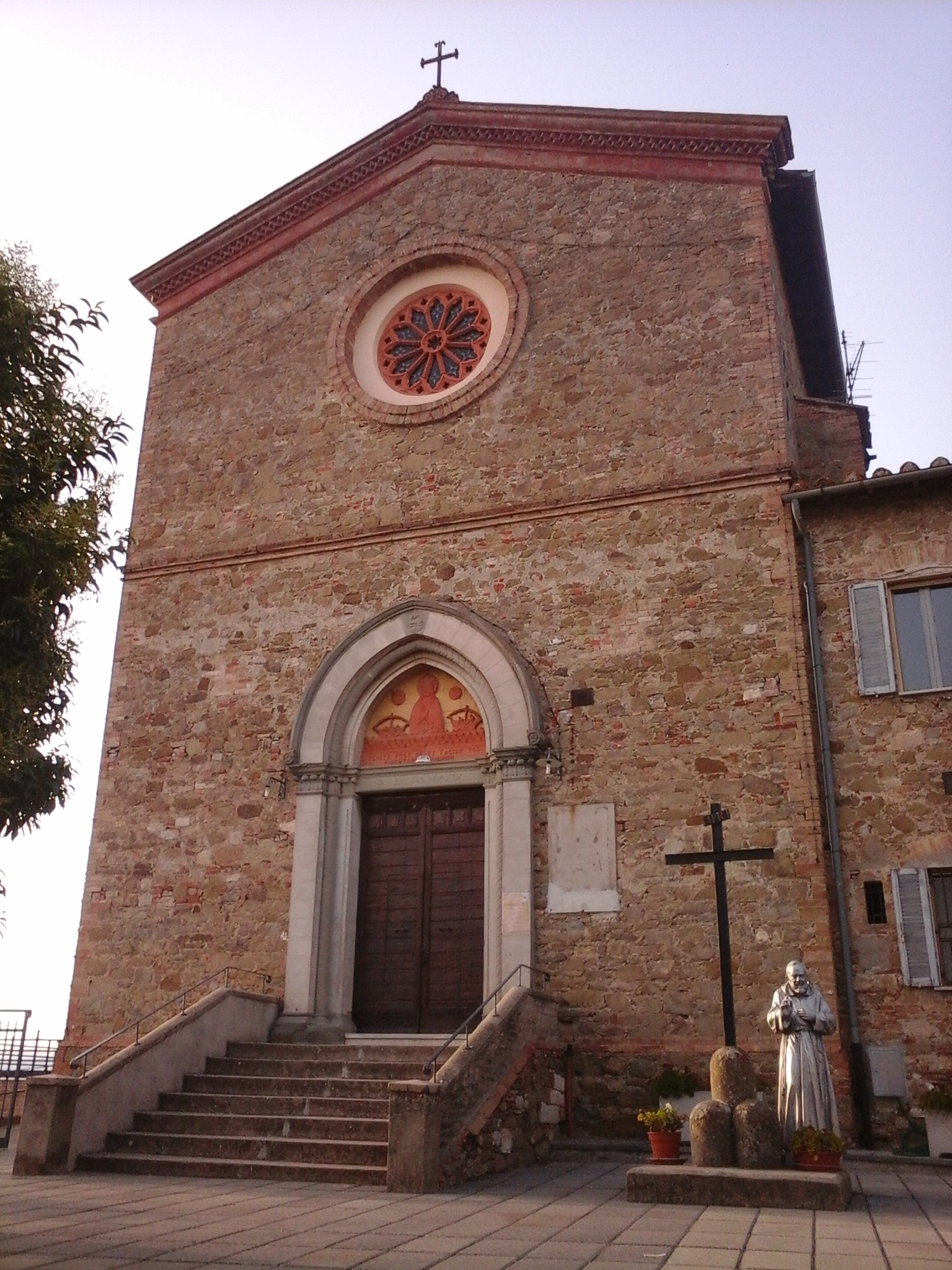
Chiesina nel borgo di San Feliciano
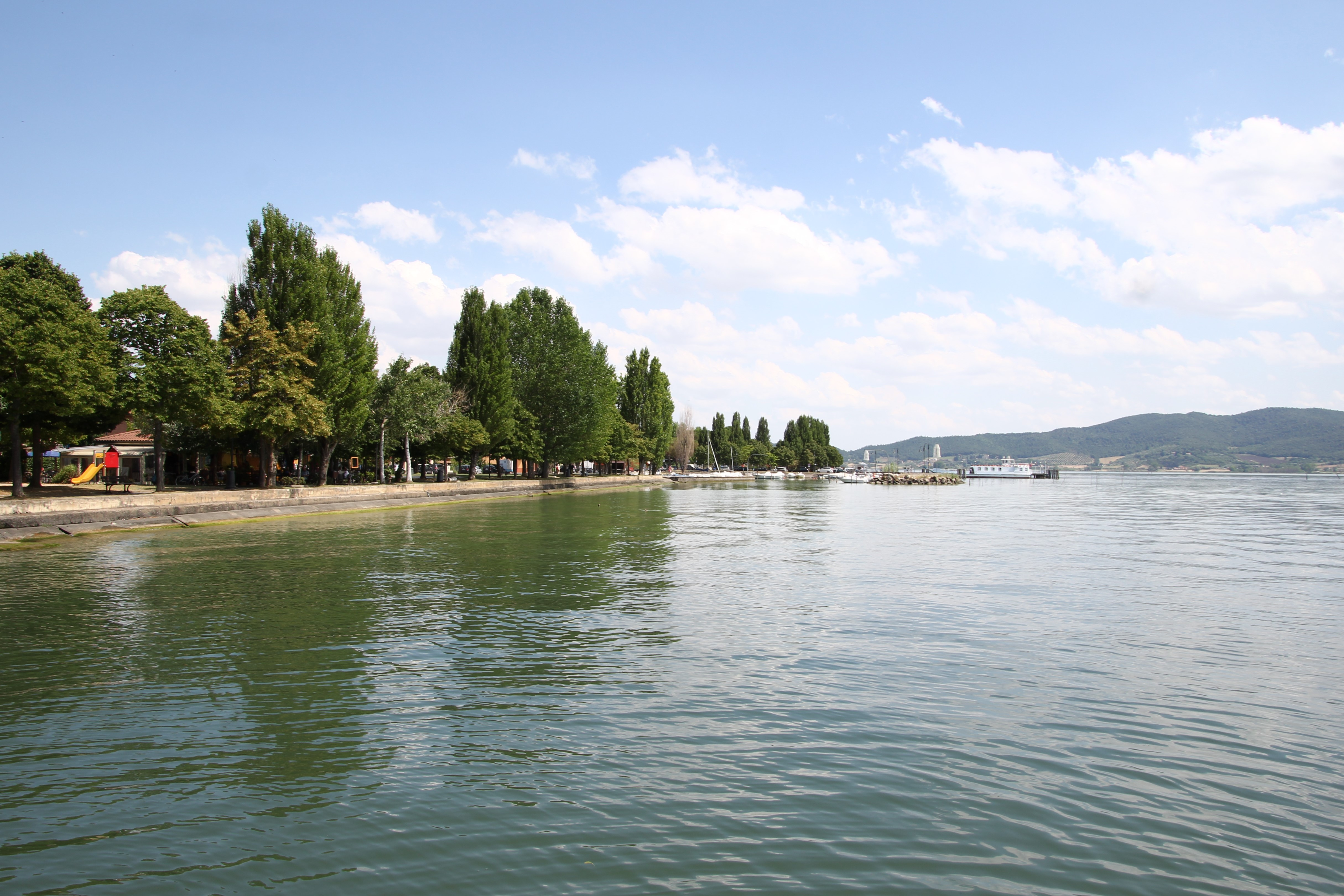
Darsena
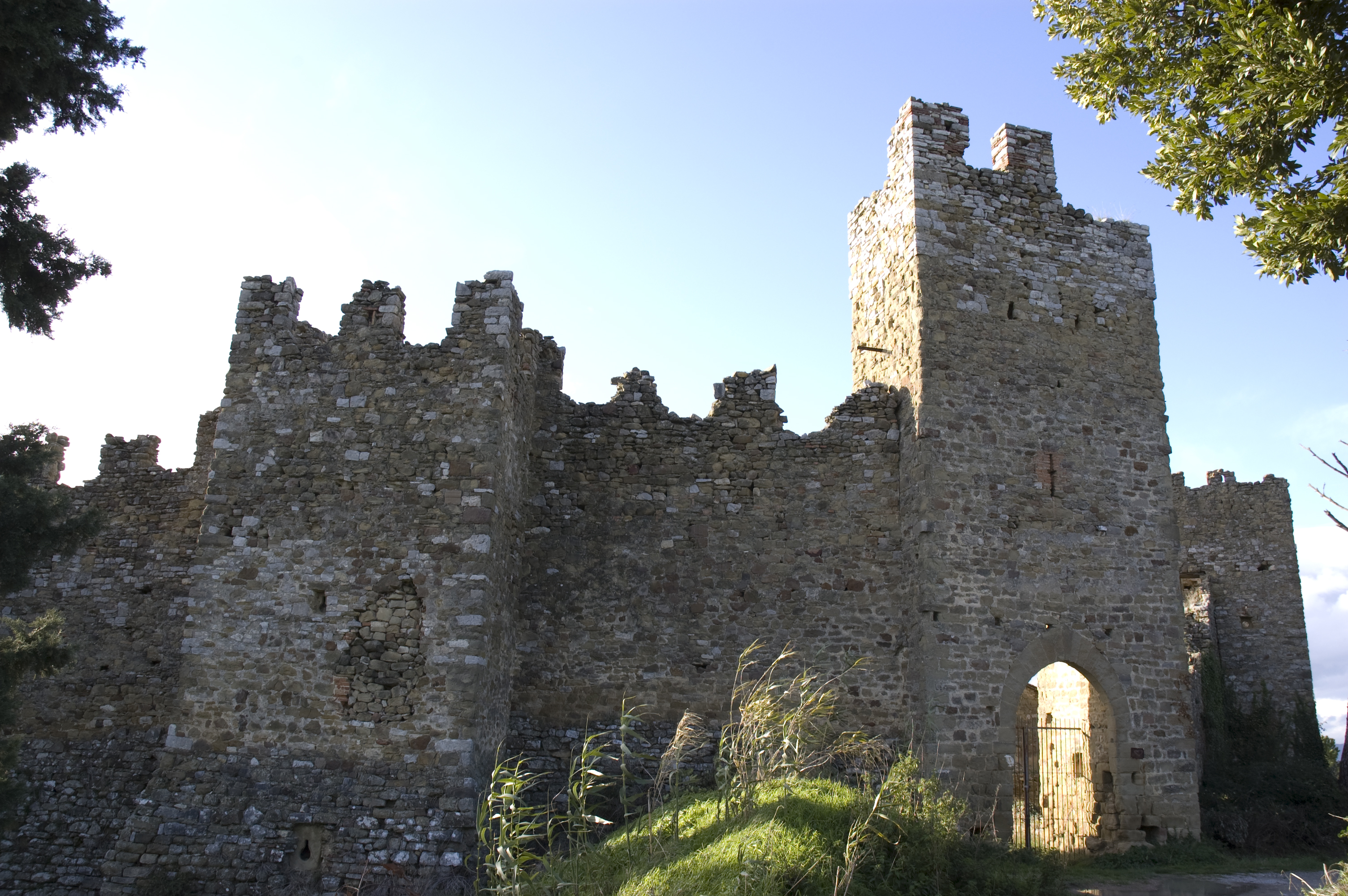
Ruderi Monte del Lago

## Società

### Evoluzione demografica
Abitanti censiti

### Etnie e minoranze straniere
Al 31 dicembre 2023 la popolazione straniera era di 1.282 persone, pari al 9,11% dei residenti.

## Geografia antropica
Il comune di Magione comprende 15 frazioni, divise a loro volta in zone minori. Data l'eterogeneità del territorio compreso, alcune di esse sono direttamente confinanti con le rive del bacino lacustre del Trasimeno, includendone anche le parti d'acqua demaniali limitrofi. In elenco le Frazioni comunali, non incluse le zone minori:
- Agello
- Antria
- Borgogiglione
- Caligiana
- Collesanto
- Montecolognola
- Monte del Lago
- Montemelino
- Montesperello
- San Feliciano
- San Savino
- Sant'Arcangelo
- Soccorso
- Torricella
- Villa

## Economia

### Artigianato
Tra le attività economiche più tradizionali, diffuse e attive vi sono quelle artigianali, come la rinomata lavorazione del ferro battuto, finalizzata alla produzione di lampadari, lanterne, attrezzi domestici ed oggetti raffiguranti animali, e quella del rame, realizzata a freddo ed impiegata per la produzione di numerosi oggetti. Importante è anche la produzione di reti da pesca.

## Amministrazione
| Periodo        | Periodo        | Primo cittadino         | Partito                                                       | Carica  | Note   |
| -------------- | -------------- | ----------------------- | ------------------------------------------------------------- | ------- | ------ |
| 26 marzo 1988  | 9 agosto 1990  | Bruno Ceppitelli        | Partito Comunista Italiano                                    | Sindaco | [ 12 ] |
| 10 agosto 1990 | 23 aprile 1995 | Bruno Ceppitelli        | Partito Comunista Italiano Partito Democratico della Sinistra | Sindaco | [ 12 ] |
| 24 aprile 1995 | 13 giugno 1999 | Bruno Ceppitelli        | Centro-sinistra                                               | Sindaco | [ 12 ] |
| 14 giugno 1999 | 13 giugno 2004 | Bruno Ceppitelli        | Centro-sinistra                                               | Sindaco | [ 12 ] |
| 14 giugno 2004 | 7 giugno 2009  | Massimo Alunni Proietti | Lista civica                                                  | Sindaco | [ 12 ] |
| 8 giugno 2009  | 25 maggio 2014 | Massimo Alunni Proietti | Lista civica                                                  | Sindaco | [ 12 ] |
| 26 maggio 2014 | in carica      | Giacomo Chiodini        | Magione viva (Centro-sinistra)                                | Sindaco | [ 12 ] |

## Sport
Nelle vicinanze di Magione, precisamente presso la località Bacanella, sorge l'Autodromo dell'Umbria, circuito attivo a livello nazionale con gare di moto ed auto.
La principale squadra di calcio della città è l'A.C.D. Magione che milita nel girone B di Prima Categoria.